# 鰓裂

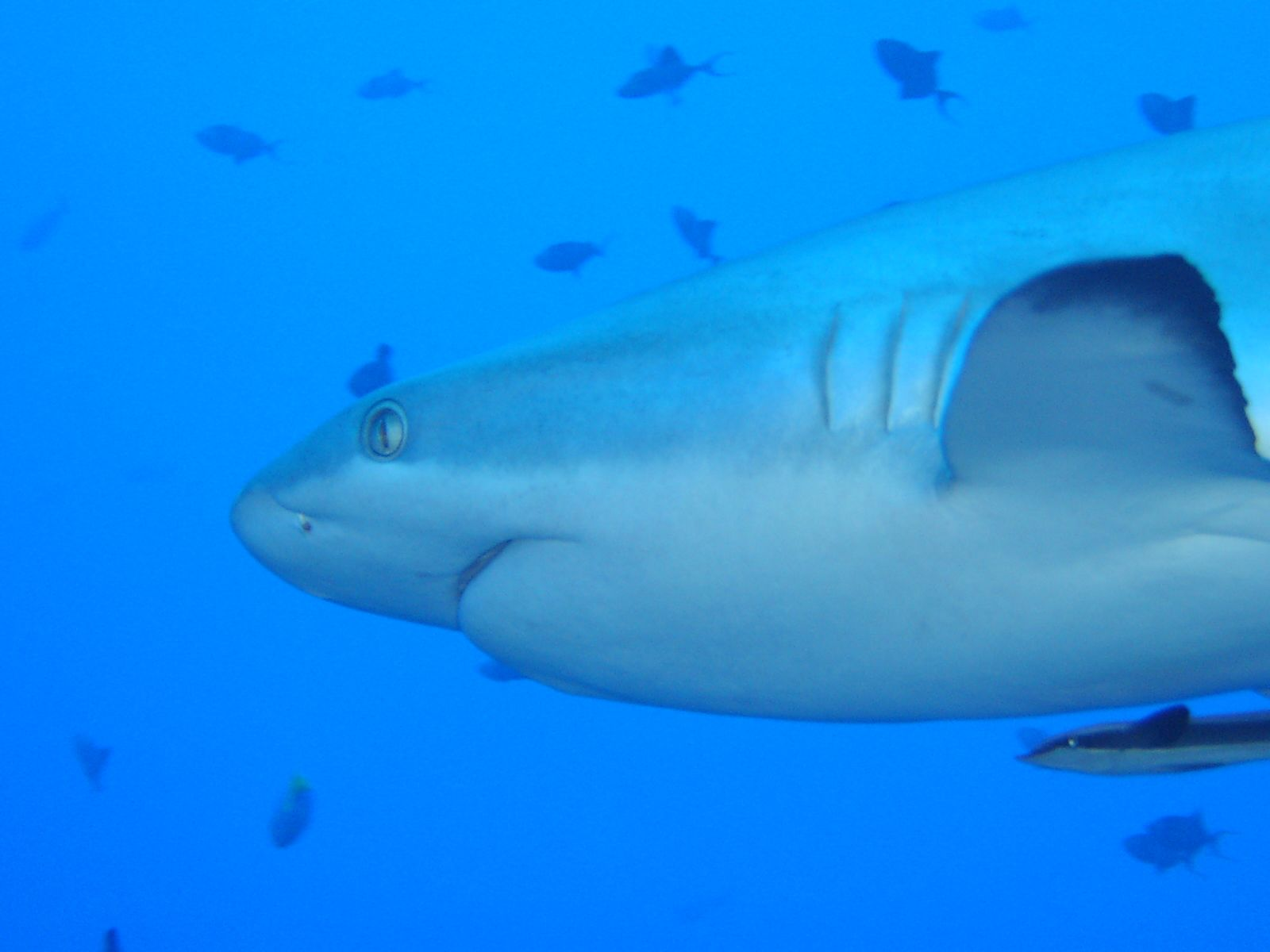
黑尾真鯊的鰓裂

七鰓鰻的鰓裂（4）

鰓裂為鰓的開口，是指於咽部兩側成列的裂縫或孔洞，且直接與體外相通。鰓裂可見於軟骨魚綱的鯊魚與鰩魚，以及較原始的魚類如圓口綱的七鰓鰻。相較之下，硬骨魚鰓的外側則有鰓蓋覆蓋。

## 機制
大部分的鯊魚與魟魚具有五對鰓裂，少數物種則有六至七對。鰓裂位於身體兩側呈一列於頭部後方，可以開闔，讓水能流出但不會逆回流入。有些物種在眼後具有噴水孔，能提高水生呼吸的效率，常見於底棲的鯊魚；棲息於遠洋帶的鯊魚則多半不具有噴水孔，牠們多半仰賴撞擊換氣（Ram ventilation），於游動時讓水流入口並流經鰓再由鰓裂流出。
在休憩時，多數鯊魚必須主動讓水流過鰓以確保有足夠的氧氣，而部分鯊魚則失去這樣的能力，必須持續游動才有辦法獲得氧氣，稱為強制撞擊呼吸鯊（Obligate ram ventilators），若失去行動能力時就會窒息。部分硬骨魚類也屬於強制撞擊呼吸，同樣也必須持續游動才能獲得氧氣。

## 演化起源
鰓裂最早可能起源自被囊動物亞門用來濾食的咽裂。